# Nystad (Fauske)
Pour les articles homonymes, voir Nystad (homonymie).
Nystad est une localité du comté de Nordland, en Norvège.

## Géographie
Administrativement, Nystad fait partie de la kommune de Fauske.